# Oko naupliusowe

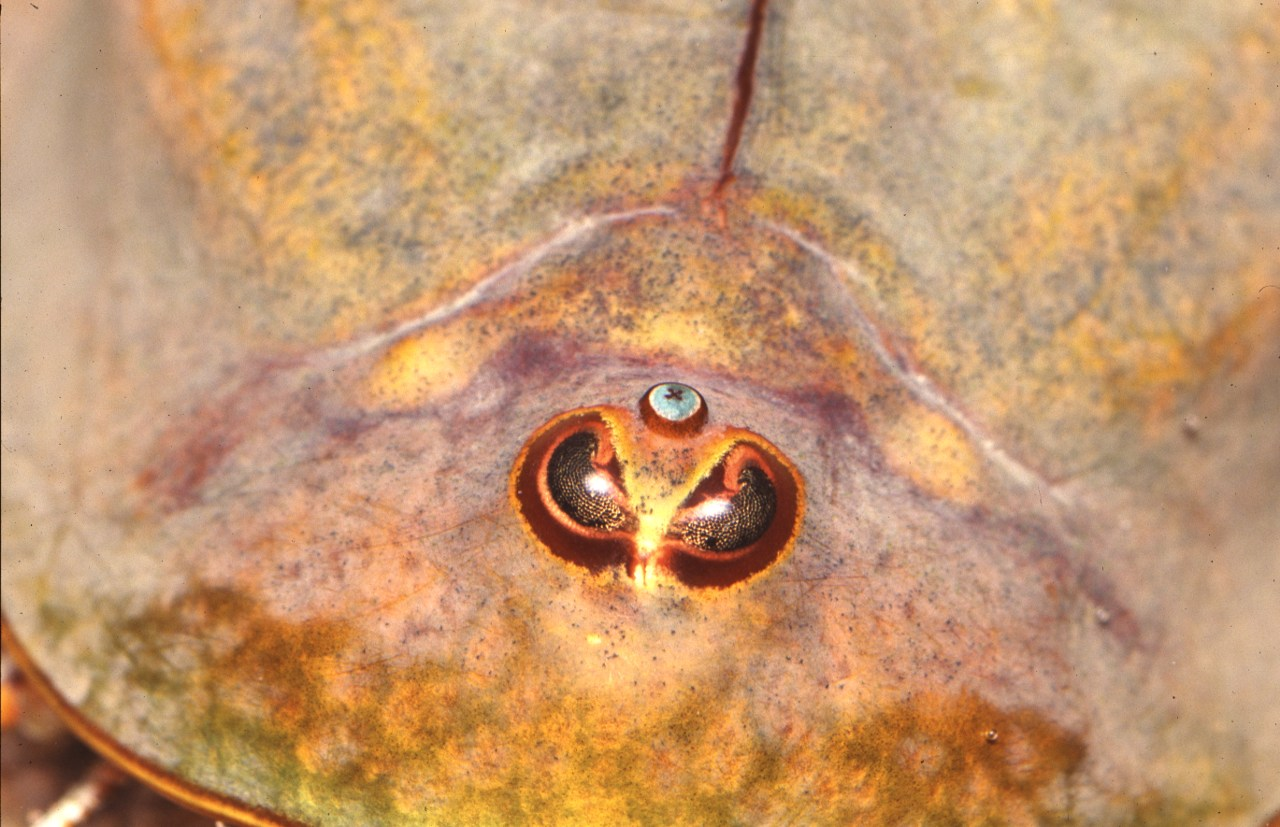
Oko naupliusowe przekopnicy długowidełkowej

Oko naupliusowe – pojedyncze oko proste występujące u skorupiaków. Powstaje ze środkowej części grzbietowej warstwy ektodermy, dlatego jest homologiczne przyoczkom owadów i ostrogonów oraz oczom kikutnic. Oko naupliusowe występuje u wszystkich głównych grup skorupiaków – łącznie u około 2/3 wszystkich gatunków. Jest obecne u larw (zwłaszcza naupliusa), osobników dorosłych lub w obu przypadkach. Niekiedy różnicuje się w bardziej złożone narządy, może również występować wraz z oczami złożonymi. Typowe oko naupliusowe jest zbudowane z trzech ciasno ułożonych przyoczek, obejmujących pigmentowane naczynie wypełnione komórkami receptorowymi.